# Lodewijk I van Chiny
Lodewijk I van Chiny (overleden te Verdun op 29 september 1025) was van 987 tot aan zijn dood graaf van Chiny en van 1024 tot aan zijn dood graaf van Verdun. Hij behoorde tot het karolingische huis der Herbertijnen.

## Levensloop
Lodewijk I was de zoon van Otto I, de graaf van Warcq en eerste graaf van Chiny, en diens onbekend gebleven echtgenote. In 987 volgde hij zijn vader op als graaf van Chiny. Over zijn regering aldaar is zo goed als niets geweten.
In 1024 werd hij door bisschop Reginbert van Verdun benoemd tot graaf van Verdun, nadat de vorige graaf Herman zich teruggetrokken had in een klooster. Hermans neef Godfried de Baardige betwistte dit en in 1025 viel diens vader, hertog Gozelo I van Lotharingen, als jongere broer van Herman van Verdun, de stad Verdun binnen. Hierbij werd Lodewijk I vermoord.
Na Lodewijks dood verwierf Godfried de Baardige het graafschap Verdun, terwijl Lodewijks zoon Lodewijk II zijn vermoorde vader opvolgde als graaf van Chiny.

## Huwelijk en nakomelingen
Lodewijk was gehuwd met Adelheid, wier afkomst onbekend gebleven is. Ze kregen volgende kinderen:
- Lodewijk II (overleden in 1066), graaf van Chiny
- Lutgardis (overleden in 1032), huwde met Richer de Sanchy